# Бирсеу-де-Жос
Бирсеу-де-Жос (рум. Bârsău de Jos) — село у повіті Сату-Маре в Румунії. Входить до складу комуни Бирсеу.
Село розташоване на відстані 413 км на північний захід від Бухареста, 35 км на південний схід від Сату-Маре, 94 км на північ від Клуж-Напоки.

## Населення
За даними перепису населення 2002 року у селі проживали 684 особи, з них 682 особи (99,7%) румунів. Усі жителі села рідною мовою назвали румунську.